# Sydney Gay and Lesbian Mardi Gras

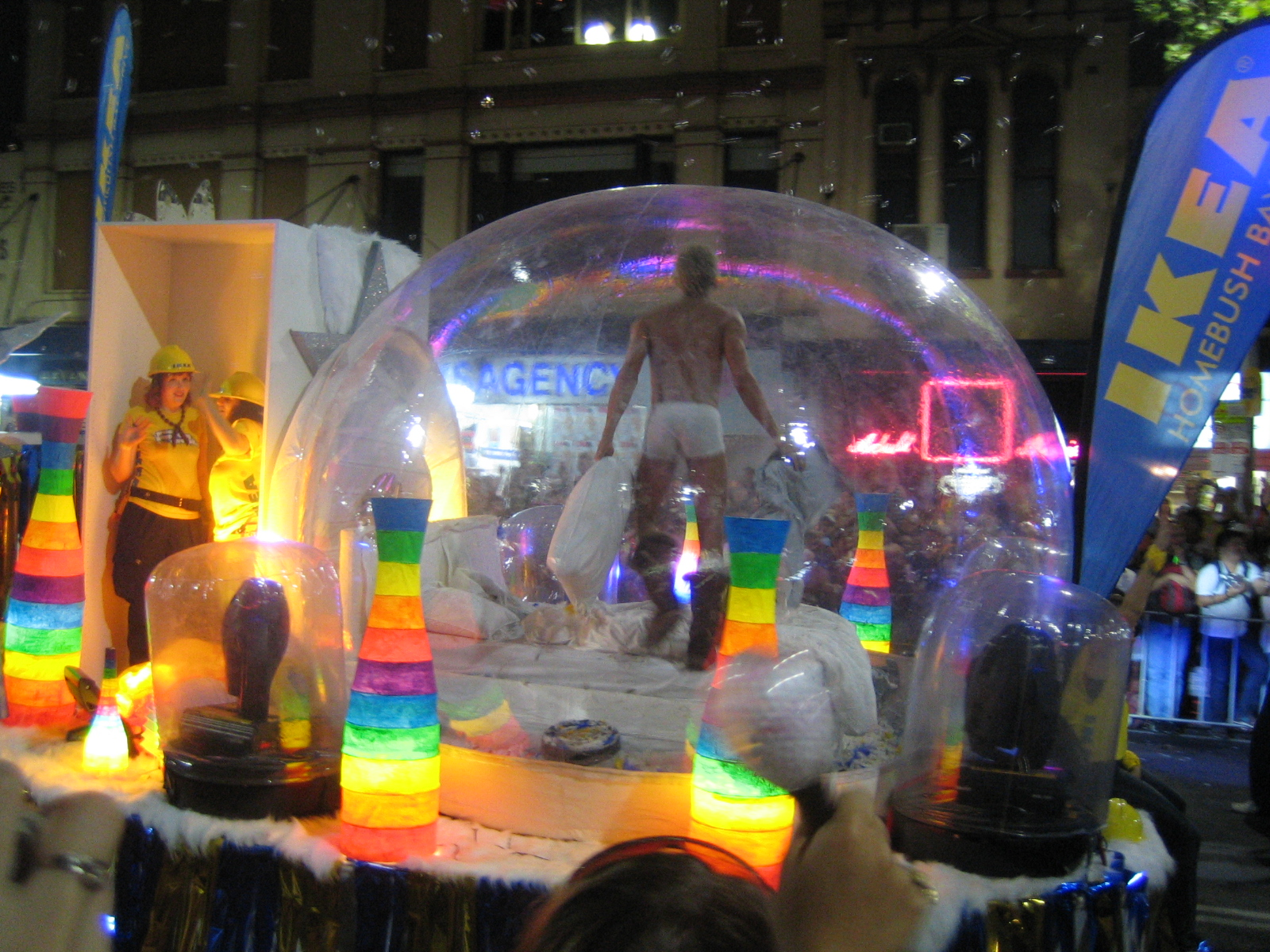
Spettacolo durante il Sydney Gay and Lesbian Mardi Gras del 2006.

Il Sydney Gay and Lesbian Mardi Gras è l'annuale parata del gay pride e il festival della comunità gay e lesbica di Sydney, in Australia. È uno dei più grandi eventi di questo genere nel mondo (secondo solo al gay pride di San Paolo, in Brasile) e forse il più conosciuto.
Nonostante il nome, non si svolge durante la giornata del martedì grasso, nel periodo del Carnevale, né di martedì. Il nome deriva infatti dal nome francese del "martedì grasso" del carnevale di New Orleans, retaggio del periodo in cui la città era governata dai francesi, passato nell'inglese d'America a indicare un festeggiamento di tipo carnevalesco in senso ampio.
La prima edizione risale al 24 giugno 1978, quando si doveva tenere una marcia commemorativa dei moti di Stonewall che, nonostante fosse stata regolarmente autorizzata, fu impedita dalla polizia. Vi furono numerosi arresti e il giorno dopo un giornale locale pubblicò i nomi delle persone fermate, costringendole ad un outing forzato in famiglia e sul luogo di lavoro.
Nel 1979 l'evento prese il nome di Sydney Gay Mardi Gras, nel 1980 fu introdotto un primo party successivo alla parata; nel 1981 la parata fu definitivamente spostata a febbraio, cioè d'estate, per tenere conto delle condizioni climatiche dell'emisfero sud, dove le stagioni sono invertite cosicché il mese di giugno cade in inverno, accrescendo i rischi di contrattempi dovuti al maltempo invernale.
L'evento diventò estremamente popolare negli anni novanta, tanto che uno studio rivelò che il giro di affari dietro la manifestazione corrispondeva nel 1999 a 99 milioni di dollari australiani, facendone negli anni successivi il primo evento/festival annuale dell'Australia. La cosa valse agli organizzatori l'appoggio del Ministero del Turismo.
Con il nuovo millennio, invece, la manifestazione è andata incontro a crescenti problemi finanziari e a un certo ridimensionamento. La causa di ciò è stata attribuita da alcuni a una cattiva gestione finanziaria, mentre altri nella comunità gay hanno sostenuto che il fenomeno segnala il fatto che l'omosessualità è ormai a tal punto "normalizzata" e integrata nella cultura urbana australiana, che il bisogno di aggregazione soddisfatto da eventi di questo tipo sta calando.
Un'altra spiegazione più concreta ha però a che fare con la crisi corrente relativa alla sicurezza e alla responsabilità civile verso terzi in Australia, che ha causato un tale aumento dei premi per l'assicurazione da costituire un serio fardello per qualsiasi evento pubblico, arrivando in alcuni casi a renderli impossibili. Ciononostante, il Mardi Gras conserva ancora molto appoggio pubblico, ed è ormai una parte vitale della cultura di Sydney.
Attualmente il Sydney Gay and Lesbian Mardi Gras è un festival che dura circa quattro settimane, tra febbraio e marzo, comprende eventi culturali, artistici e sociali e prevede un party pomeridiano, chiamato Fair Day, la parata che percorre per un chilometro e mezzo il cuore di Sydney nonché l'arteria principale del quartiere gay, Oxford Street, ed un party finale.